# Goliathodes
Goliathodes és un gènere monotípic d'arnes de la família Crambidae. Conté només una espècie, Goliathodes shafferi, que es troba a Nova Guinea.